# Marcetia formosa
Marcetia formosa är en tvåhjärtbladig växtart som beskrevs av John Julius Wurdack. Marcetia formosa ingår i släktet Marcetia och familjen Melastomataceae. Inga underarter finns listade i Catalogue of Life.